# Deepak Acharya
Deepak Acharya (30 de abril de 1975) es un microbiólogo y botánico hindú, de Chhindwara. Su obra ha estado involucrada en la documentación del conocimiento originario de las naciones Gond y Bharia, de los bosques de Patalkot en Madhya Pradesh.
En 2008, ha escrito el texto "Indigenous Herbal Medicines: Tribal Formulations and Traditional Herbal Practices", 444 pp., con buena aceptación en el mundo.